# Pheidole dimidiata
Pheidole dimidiata är en myrart som beskrevs av Carlo Emery 1894. Pheidole dimidiata ingår i släktet Pheidole och familjen myror.

## Underarter
Arten delas in i följande underarter:
- P. d. dimidiata
- P. d. nitidicollis
- P. d. schmalzi